# Jane's Addiction
Jane's Addiction blev dannet i slutningen af 80erne af den flamboyante sanger og sangskriver Perry Farrell og bassisten Eric Avery som en udløber af goth rock-gruppen Psi Com. Perry og Avery fandt hurtigt sammen med trommeslageren Stephen Perkins og guitaristen Dave Navarro. Og dermed var Jane's Addiction en realitet.
Gruppen fandt hurtigt frem til genrenedbrydende udtryk, der blandede inspiration fra metal, funk, punk og folk til en livlig rockhybrid, og i 1987 debuterede Jane's Addiction med et live album, der blot bar gruppens navn.
Denne udgivelse førte til en kontrakt med Warner, der året efter udsendte gruppens første studiealbum med den (selv)ironiske titel Nothing's Shocking. Albummet opnåede pæne salgstal og året efter en Grammy-nominering.
Det helt store gennembrud kunstnerisk såvel som kommercielt opnåede Jane's Addiction dog først i 1990 med hovedværket Ritual de lo Habitual. Her kulminerer gruppens kulørte eksperimenter i 51 minutters boblende rock-tour de force.
På trods af den store succes som Jane's Addiction opnåede med Ritual de lo Habitual, valgte gruppen året efter at gå hvert til sit på grund af interne stridigheder kombineret med udbredt stofmisbrug blandt bandmedlemmerne.
Og selvom de flere gange i henholdsvis 1997 og 2001-04 forsøgte at genfinde spilleglæden (med en del koncerter samt comeback-albummet Stray (2003) som resultat), var der dog for mange skeletter i skabet.

## Diskografi

### Albums
- 1988: Nothing's Shocking
- 1990: Ritual de lo Habitual
- 2003: Strays
- 2003: Jane's Addiction (live album)
- 2006: Up From the Catacombs - The Best of Jane's Addiction
- 2011: The Great Escape Artist